# Javerianos
Los javerianos son una congregación misionera religiosa fundada por san Guido María Conforti y cuyo patrón es san Francisco Javier.

## Espiritualidad
Los javerianos responden con la siguiente frase como objetivo de vida y espiritualidad:
El Espíritu del Señor, que anima a la Iglesia y renueva continuamente en ella la conciencia de su misión en el mundo, inspiró al obispo Guido María Conforti a dedicarse a la evangelización de los no cristianos y a reunir en una comunidad misionera a hombres llamados a consagrar a Dios su vida por el mismo ideal. Siguiendo a nuestro Fundador y reviviendo el mismo carisma, los misioneros javerianos respondemos al mandato del Señor: Id por todo el mundo y predicad el Evangelio a toda criatura.
Son misioneros cuya disponibilidad a dejar tierra y familia para anunciar el Evangelio los ha llevado por todo el mundo, inspirados en san Pablo: El amor de Cristo nos apremia (2 Cor. 5,14). 
Su vocación es esencialmente misionera. Reconocen: Fieles a las preferencias de Cristo dirigimos nuestra obra a los predilectos de Cristo, a los privilegiados del Reino: los pobres, los débiles,   los marginados de la sociedad, las víctimas de la opresión y de la injusticia. 

## Campo de trabajo
Los misioneros javerianos se encuentran en cuatro continentes: 
- África

Burundi, Camerún, Chad, República democrática del Congo,  Sierra Leona, Mozambique
- Asia

Taiwán, Bangladés,  Indonesia, Filipinas, Japón, China, Tailandia
- América

Brasil, Colombia, Estados Unidos, México
- Europa

Italia, Francia, España, Reino Unido